# Sundridge (Kanada)
Sundridge to wieś (ang. village) w Kanadzie, w prowincji Ontario, w dystrykcie Parry Sound.
Powierzchnia Sundridge to 2,23 km².
Według danych spisu powszechnego z roku 2001 Sundridge liczy 983 mieszkańców (440,81 os./km²).